# Dušan Popović Lipovac
Dušan Popović Lipovac (Beograd, 1990) srpski je gitarista, kompozitor, profesor.

## Biografija
Rođen je 29. jula 1990. godine u Beogradu, a odrastao je i do srednje škole živeo u Kovinu, u porodici koja se aktivno bavila umetnošću: majka je pevala u horu i igrala folklor, otac svirao gitaru i pevao u lokalnim pop-grupama, dok su braća svirala klavir i gitaru . Prvo interesovanje bio je sport. Kratko je trenirao fudbal i stoni tenis, da bi se ozbiljnije zadržao u karateu. Pod trenerom Aleksandrom Đorđevićem, osvaja zlatnu medalju na prvenstvu Srbije i Crne Gore, što je jedna od 25 medalja koje је do tada osvojio. Sa devet godina upisuje gitaru kod profesorke Jelene Mišić koja je svojim pedagoškim znanjem doprinela tome da zavoli klasičnu muziku.
Srednju muzičku školu „Dr. Vojislav Vučković” u Beogradu upisao je 2005. godine, gde u drugoj godini srednje škole dolazi u klasu profesora Zorana Anića. Svoje gitarske uzore prepoznao je u načinu sviranja Miroslava Tadića i Visente Amiga. U domu za učenike, gde je stanovao, bio je član sekcije popularne muzike sa kojima je sve četiri godine nastupao na Domijadi svirajući rok muziku na električnoj gitari.
Upis na Akademiju umetnosti u Novom Sadu, odsek gitare – u klasi profesora Zorana Krajišnika, za njega je značio početak analitičkog pristupa različitim žanrovima od kojih se najviše istaklo interesovanje za flamenkom. Iste godine počinje da svira u flamenko trupi La Familia, sa kojom ima mnogo nastupa od kojih se ističu oni na Exit-u, Nišvilu, u Studio M-u, itd. Pored ove trupe, bio je član hora „Svetozar Marković” i gost-član grupe "Klapa Panon" sa kojima je učestvovao na festivalu klapa u Ljubljani osvojivši treću nagradu.
Tokom studija počinje da radi i u muzičkoj školi gde dobija svoju klasu i vodi đake na različita takmičenja, osvojivši svoje prve nagrade kao profesor. Godine 2013. započinje rad na aranžmanu koncerta za gitaru i orkestar Espagnole i, uz odobrenje kompozitora Gerta Van Hurika, izvodi kao premijeru u Novom Sadu, što je ujedno bio njegov diplomski rad.
Posle fakulteta, prijavljuje se na master studije muzičkog istraživanja u Mursiji, Španija i biva primljen kao jedini ne-španac. Pre odlaska na studije, biva izabran kao jedan od 30 stipendista ruske vlade za letnju školu horske muzike pravoslavnih zemalja u Sankt Peterburgu. Tamo provodi mesec dana izučavajući vizantijsko, jermensko, rano hrišćansko pevanje u autentičnom modu, posećuje sveto ostrvo Valam gde izvodi liturgiju zajedno sa još 60 polaznika škole iz celog sveta. Ubrzo nakon Rusije, odlazi u Španiju gde otpočinje svoje studije. Njegov master rad, pod nazivom Interakcija i fuzija balkanske muzike sa flamenkom poslužio je kao osnova za komponovanje dela koja kasnije počinje da izvodi sa svojim sastavom Spona kroz album Refleksije iz Mediterana.
Pored ovog rada, proučavao je i španski obrazovni sistem u oblasti gitare i počeo da stvara metodologiju modernog pristupa učenju gitare za decu do 10 godina koju naziva Put gitare, a koja kasnije biva proširena na sve uzraste. red kraj studija, kreće na put pod Andaluziji u potrazi za flamenko znamenitostima, obišavši veliki broj najznačajnijih spomenika kulture flamenka u nadi da će otkriti odakle dolazi ta autentična energija koja krasi ovu vrstu muzike.
Po povratku u Srbiju, vraća se u Kovin gde intenzivno radi na svojim kompozicijima, ali se i aktivno vraća karateu u želji da kompletira svoju obuku. U martu 2016. godine polaže za crni pojas i dobija zvanje majstora karatea i tada odlučuje da započne novu etapu svog života u Beogradu.
Ubrzo po dolasku okuplja nekadašnje kolege i prijatelje i osniva sastav Spona - Dušan Popović Lipovac sa željom da ostvari svoju ideju fuzije balkanske muzike i flamenka.
2018. godine udružuje se sa kolegom Stefanom Ilićem i osniva sastav "Kalem" čiji je cilj revitalizacija tradicionalne muzike sa prostora države bivše Jugoslavije. Iste godine dobija nagradu "Erste mladi gitarski talenti" koja mu je dodeljena na GuitarArt Festivalu.

## Spoljašnje veze
- Zvanični sajt umetnika
- „Intervju:Dušan Popović Lipovac”. Guitar Art World. Приступљено 26. 1. 2019.